# Southern Capital Cup 2007
Il Southern Capital Cup 2007 è stato un torneo di tennis facente parte della categoria ATP Challenger Series nell'ambito dell'ATP Challenger Series 2007. Il torneo si è giocato a Almaty in Kazakistan dal 25 giugno al 1º luglio 2007 su campi in terra rossa.

## Vincitori

### Singolare
Simon Greul ha battuto in finale  Jun Woong-sun con il punteggio di 6–3, 6–2

### Doppio
Teodor-Dacian Craciun /  Florin Mergea hanno battuto in finale  Aleksej Kedrjuk /  Aleksandr Kudrjavcev con il punteggio di 6–2, 6–1